# Campionat del Món de motocròs 1995
La temporada de 1995 del Campionat del Món de motocròs fou la 39a edició d'aquest campionat, organitzat per la FIM. El calendari oficial constava de 12 Grans Premis, celebrats entre el 2 d'abril i el 27 d'agost.
Aquella temporada se celebrà per primera vegada a Europa un "Doble Gran Premi" (és a dir, un Gran Premi amb curses de dues categories: 125 i 250cc), concretament al GP de Gran Bretanya, a Foxhill. L'invent s'havia provat abans al GP del Japó de 1991, a Suzuka. L'experiència britànica reeixí i es repetí anualment al mateix indret fins al 1999 (i un sol cop el 1998 al GP d'Itàlia, a Montevarchi).

## Sistema de puntuació
Barem de puntuació del 1984 al 2000:
| Posició | 1  | 2  | 3  | 4  | 5  | 6  | 7 | 8 | 9 | 10 | 11 | 12 | 13 | 14 | 15 |
| Punts   | 20 | 17 | 15 | 13 | 11 | 10 | 9 | 8 | 7 | 6  | 5  | 4  | 3  | 2  | 1  |

## 500 cc

### Grans Premis
| Ronda | Data        | Gran Premi                       | Lloc                | Guanyador       |
| ----- | ----------- | -------------------------------- | ------------------- | --------------- |
| 1     | 2 d'abril   | Gran Premi de Portugal           | Arganil             | Joël Smets      |
| 2     | 23 d'abril  | Gran Premi d'Àustria             | Sittendorf          | Jacky Martens   |
| 3     | 7 de maig   | Gran Premi de Suïssa             | Wohlen              | Joël Smets      |
| 4     | 21 de maig  | Gran Premi de la República Txeca | Loket               | Joël Smets      |
| 5     | 28 de maig  | Gran Premi de Luxemburg          | Folkendange         | Gerald Delepine |
| 6     | 11 de juny  | Gran Premi d'Itàlia              | Cingoli             | Gerald Delepine |
| 7     | 18 de juny  | Gran Premi de França             | Saint-Jean-d'Angély | Joël Smets      |
| 8     | 2 de juliol | Gran Premi d'Irlanda             | Ballykelly          | Jacky Martens   |
| 9     | 9 de juliol | Gran Premi d'Alemanya            | Bielstein           | Trampas Parker  |
| 10    | 6 d'agost   | Gran Premi de Bèlgica            | Namur               | Johan Boonen    |
| 11    | 20 d'agost  | Gran Premi dels Països Baixos    | Rhenen              | Trampas Parker  |
| 12    | 27 d'agost  | Gran Premi d'Alemanya            | Reutlingen          | Joël Smets      |

### Classificació final
| Posició | Pilot             | Motocicleta | Punts |
| ------- | ----------------- | ----------- | ----- |
| 1       | Joël Smets        | Husaberg    | 344   |
| 2       | Trampas Parker    | KTM         | 302   |
| 3       | Darryl King       | Kawasaki    | 261   |
| 4       | Peter Johansson   | Husqvarna   | 236   |
| 5       | Jacky Martens     | Husqvarna   | 194   |
| 6       | Gert Van Doorn    | Honda       | 161   |
| 7       | Johan Boonen      | Husqvarna   | 157   |
| 8       | Gerald Delepine   | Honda       | 150   |
| 9       | Shayne King       | KTM         | 146   |
| 10      | Peter Dirckx      | Honda       | 100   |
| 11      | John Van Den Berk | Honda       | 94    |

## 250 cc

### Grans Premis
| Ronda | Data         | Gran Premi                    | Lloc                 | Guanyador        |
| ----- | ------------ | ----------------------------- | -------------------- | ---------------- |
| 1     | 26 de març   | Gran Premi d'Espanya          | Talavera de la Reina | Marnicq Bervoets |
| 2     | 9 d'abril    | Gran Premi dels Països Baixos | Valkenswaard         | Stefan Everts    |
| 3     | 23 d'abril   | Gran Premi de Suïssa          | Payerne              | Yves Demaria     |
| 4     | 30 d'abril   | Gran Premi d'Itàlia           | Maggiora             | Andrea Bartolini |
| 5     | 7 de maig    | Gran Premi d'Àustria          | Schwanenstadt        | Andrea Bartolini |
| 6     | 21 de maig   | Gran Premi de Finlàndia       | Ruskeasanta          | Marnicq Bervoets |
| 7     | 28 de maig   | Gran Premi de Suècia          | Motala               | Stefan Everts    |
| 8     | 11 de juny   | Gran Premi de Gran Bretanya   | Foxhill              | Stefan Everts    |
| 9     | 18 de juny   | Gran Premi d'Irlanda          | Cork                 | Kurt Nicoll      |
| 10    | 25 de juny   | Gran Premi de Bèlgica         | Kester               | Stefan Everts    |
| 11    | 16 de juliol | Gran Premi de Veneçuela       | Maracay              | Tallon Vohland   |
| 12    | 30 de juliol | Gran Premi de Polònia         | Gdynia               | Marnicq Bervoets |
| 13    | 6 d'agost    | Gran Premi d'Alemanya         | Reisersberg          | Marnicq Bervoets |
| 14    | 20 d'agost   | Gran Premi del Japó           | Suzuka               | Stefan Everts    |
| 15    | 3 settembre  | Gran Premi de França          | Château-du-Loir      | Andrea Bartolini |

### Classificació final
| Posició | Pilot            | Motocicleta | Punts |
| ------- | ---------------- | ----------- | ----- |
| 1       | Stefan Everts    | Kawasaki    | 423   |
| 2       | Marnicq Bervoets | Suzuki      | 380   |
| 3       | Tallon Vohland   | Kawasaki    | 338   |
| 4       | Kurt Nicoll      | Honda       | 332   |
| 5       | Pit Beirer       | Honda       | 283   |
| 6       | Pedro Tragter    | Suzuki      | 256   |
| 7       | Andrea Bartolini | Yamaha      | 251   |
| 8       | Bob Moore        | Yamaha      | 219   |
| 9       | Werner Dewit     | Suzuki      | 179   |
| 10      | Peter Iven       | Kawasaki    | 164   |

## 125 cc

### Grans Premis
| Ronda | Data         | Gran Premi                       | Lloc                 | 1a mànega          | 2a mànega          | Guanyador          |
| ----- | ------------ | -------------------------------- | -------------------- | ------------------ | ------------------ | ------------------ |
| 1     | 2 d'abril    | Gran Premi d'Itàlia              | Castiglione del Lago | Claudio Federici   | Alessio Chiodi     | Claudio Federici   |
| 2     | 9 d'abril    | Gran Premi d'Espanya             | Bellpuig             | Mickaël Maschio    | Massimo Bartolini  | Mickaël Maschio    |
| 3     | 30 d'abril   | Gran Premi de l'Argentina        | Villa Santa Cruz     | Alessio Chiodi     | Sébastien Tortelli | Alessio Chiodi     |
| 4     | 14 de maig   | Gran Premi de Polònia            | Stettino             | Alessandro Puzar   | Alessio Chiodi     | Alessandro Puzar   |
| 5     | 21 de maig   | Gran Premi dels Països Baixos    | Norg                 | Dave Strijbos      | Alessandro Puzar   | Alessandro Puzar   |
| 6     | 28 de maig   | Gran Premi d'Hongria             | Kaposvár             | Alessandro Puzar   | Alessandro Puzar   | Alessandro Puzar   |
| 7     | 11 de juny   | Gran Premi de Gran Bretanya      | Foxhill              | Paul Malin         | Alessandro Puzar   | Paul Malin         |
| 8     | 18 de juny   | Gran Premi de la República Txeca | Jinín                | Alessio Chiodi     | Alessio Chiodi     | Alessio Chiodi     |
| 9     | 2 de juliol  | Gran Premi de San Marino         | Borgo Maggiore       | Sébastien Tortelli | Alessio Chiodi     | Alessio Chiodi     |
| 10    | 9 de juliol  | Gran Premi de França             | Castelnau-de-Lévis   | Alessio Chiodi     | Sébastien Tortelli | Alessio Chiodi     |
| 11    | 30 de juliol | Gran Premi d'Indonèsia           | Yogyakarta           | Sébastien Tortelli | Sébastien Tortelli | Sébastien Tortelli |
| 12    | 13 d'agost   | Gran Premi d'Alemanya            | Reil                 | Alessandro Puzar   | Dave Strijbos      | Alessandro Puzar   |

### Classificació final
| Posició | Pilot              | Motocicleta | Punts |
| ------- | ------------------ | ----------- | ----- |
| 1       | Alessandro Puzar   | Honda       | 340   |
| 2       | Alessio Chiodi     | Yamaha      | 337   |
| 3       | Sébastien Tortelli | Kawasaki    | 266   |
| 4       | Jimmy Button       | Honda       | 201   |
| 5       | Mickaël Maschio    | Honda       | 186   |
| 6       | Claudio Federici   | Yamaha      | 171   |
| 7       | Michele Fanton     | Kawasaki    | 169   |
| 8       | Dave Strijbos      | Suzuki      | 167   |
| 9       | Frédéric Vialle    | Kawasaki    | 166   |
| 10      | Massimo Bartolini  | TM          | 157   |

## Resum: Podi final 1995
|           | 500 cc         | 500 cc   | 250 cc           | 250 cc   | 125 cc             | 125 cc   |
| Campió    | Joël Smets     | Husaberg | Stefan Everts    | Honda    | Alessandro Puzar   | Honda    |
| Subcampió | Trampas Parker | KTM      | Marnicq Bervoets | Suzuki   | Alessio Chiodi     | Yamaha   |
| Tercer    | Darryl King    | Kawasaki | Tallon Vohland   | Kawasaki | Sébastien Tortelli | Kawasaki |